# Pataki Ferenc (színművész)
Pataki Ferenc (Debrecen, 1977. május 6. –) magyar színész.

## Életpályája
Középiskolai tanulmányait az Ady Endre Gimnázium dráma szakán végezte Debrecenben 1991–1995 között, majd 1999-ig a Színház- és Filmművészeti Főiskola hallgatója volt Horvai István és Máté Gábor osztályában. Közben 1998–99-ben a Vígszínházban volt gyakornok. A Szegedi Nemzeti Színház tagja volt 2018-ig. 2020-tól az Orlai Produkció Iroda társulatának tagja.

## Filmjei
- Poligamy (2009)
- Magic Boys (2010)
- A rajzoló (2013) – TV-film
- 200 első randi (2019)
- Drága örökösök (2019)
- Seveled (2019)
- Bátrak földje (2020) – Péter atya
- Mintaapák (2020) – Rábai
- Keresztanyu (2021) – Puskás Pál
- Mélységek és magasságok (2022) – RTL Klub riportere
- A Nagy Fehér Főnök (2022–2023) – Tatár
- Cella – Letöltendő élet (2023) – Ferenc
- Tündérkert – Kísértések kora (2023) – Imreffy

## Színházi szerepei
- Kosztolányi Dezső: Édes Anna....Patikárius Jancsi
- Fenyő Miklós–Tasnádi István: Aranycsapat....Angyal Gyuri
- Lőrinczy Attila: Balta a fejbe....Bitó, bérgyilkos
- Bibliai nyomozás a Mórában (közreműködő)
- Darvasi László: Bolond Helga – egy város, ahol szeretik a mazsolát....Ifjú
- Ruzante: A csapodár madárka[5]
- Vörösmarty Mihály: Csongor és Tünde....Kurrah
- E. T. A. Hoffmann–Szilágyi Eszter Anna: A diótörő....Apa – Hurkakirály
- Gábor Andor: Dollárpapa....Dr. Szekeres Jenő
- Makszim Gorkij: Éjjeli menedékhely....Vaszka
- Peter Shaffer: Equus....Alan Strang
- Bertolt Brecht: Galilei élete....Andrea Sarti
- Chapman–Cleese: Gyalog galopp....Bedevir
- Barnák László–Sz. Deme László: Hal a zacskóban....Halott báty
- William Shakespeare: Hamlet....Claudius
- Luigi Pirandello: Hat szereplő szerzőt keres....Fiatal fiú
- Gogol: Háztűznéző....Kacskarjov
- Joseph Stein–Jerry Bock: Hegedűs a háztetőn....Percsik
- Hans Christian Andersen–Pozsgai Zsolt: Hókirálynő....Kay
- Rideg Sándor: Indul a bakterház....Piócás
- Carlo Goldoni: A kávéház....Flaminio
- Déry Tibor–Presser Gábor: Képzelt riport egy amerikai popfesztiválról....Meleg fiú
- Lázár Ervin: A kisfiú meg az oroszlánok....Apa
- William Shakespeare: Lear király....Goneril
- Szigligeti Ede: Liliomfi....Liliomfi
- Steinbeck: Egerek és emberek....George
- Johann Wolfgang von Goethe–Peter Hacks: A mundérvásárhelyi búcsú....B úr, (Hágár, Márdokeus)
- Anthony Burgess: Mechanikus narancs....Billy
- Ödön von Horváth: Mesél a bécsi erdő....Ferdinand Hierlinger
- Zsolt Béla: Nemzeti drogéria....Gyula
- Presser Gábor–Sztevanovity Dusán: A padlás....Robinson, a gép
- Arthur Miller: Pillantás a hídról....Rodolpho
- Simon Stephens: Pornográfia....Az egyik fivér
- Dürrenmatt–Schwajda György: Pör a szamár árnyékáért....Struthion
- Egressy Zoltán: Reviczky....Reviczky Gyula
- William Shakespeare: Rómeó és Júlia....Benvolio
- Szabadság, szerelem
- Gáli József: Szabadsághegy....Pelleg István
- Horváth Jenő–Szenes Iván: A szabin nők elrablása....Szilvásy Béla
- George Bernard Shaw: Szent Johanna....
- William Shakespeare: Szentivánéji álom....Demetriusz
- Janik László: Szindbád....Szindbád
- Molière: Tartuffe....Valér
- Hampton: Teljes napfogyatkozás....Verlaine
- Fernando Arrabal: A tricikli....Climando
- Gáli József: Válás Veronában....Férfi
- Leonard Bernstein: West Side Story....Chino
- Bolgár György: Valami bűzlik
- Németh László: Galilei....Niccolini titkára
- Bolton–McGowan: Vad nők....Kígyó Sam
- Molière: Pourceaugnac úr....Rendőr
- William Shakespeare: A vihar....Szellem
- Friedrich Schiller: Don Carlos....Don Carlos
- Friedrich Schiller: Haramiák....Moor Ferenc
- Katona József: Bánk bán....Petur
- Csokonai Vitéz Mihály: Karnyóné....Kuruzs
- Shakespeare: Othello....Jago
- Georges Feydeau: A hülyéje....Soldignac
- Hašek: Švejk, a derék elsőháborús katona....Lukaš főhadnagy, Rendőrkapitány
- Pozsgai Zsolt: A Vasgróf....gróf Andrássy Gyula
- Shakespeare: Ahogy tetszik....Silvius
- Brecht: Kurázsi mama és gyermekei....Svájcerkás
- Gogol: Játékosok....Utyesítyelnij
- Szigligeti Ede: Liliomfi....Kányai
- Molière: Tartuffe....címszerep
- Ben Jonson: Volpone....Corvino
- Ibsen/Arthur Miller/B.: A nép ellensége....Hovstad
- Bulgakov: Menekülés....Korzuhin
- Gábor Andor: Dollárpapa....Hrabovszky
- Anton Pavlovics Csehov: Ványabácsi (sic!)....Vojnyickij
- Shaffer: Amadeus....Antonio Salieri
- Papp András–Térey János: Kazamaták....Mérő Endre
- Molnár Ferenc: Előjáték Lear királyhoz....Somogyi
- Molnár Ferenc: Az Ibolya....Zeneszerző

### Rendezései
- Christopher Hampton: Teljes napfogyatkozás

## Szinkron
- Múzeumtúra – Párizs hídjai (francia ismeretterjesztő filmsorozat, I/2, 2006) (narrátor, Éric Brunet magyar hangja)

## Díjai
- Kölcsey-érem (2014)
- Dömötör-díj (2016, 2018)[6][7]